# Graptomyza breviscutum
Graptomyza breviscutum är en tvåvingeart som beskrevs av Charles Howard Curran 1929. Graptomyza breviscutum ingår i släktet Graptomyza och familjen blomflugor.
Artens utbredningsområde är Kongo. Inga underarter finns listade i Catalogue of Life.